# Otto Findeisen (Komponist)

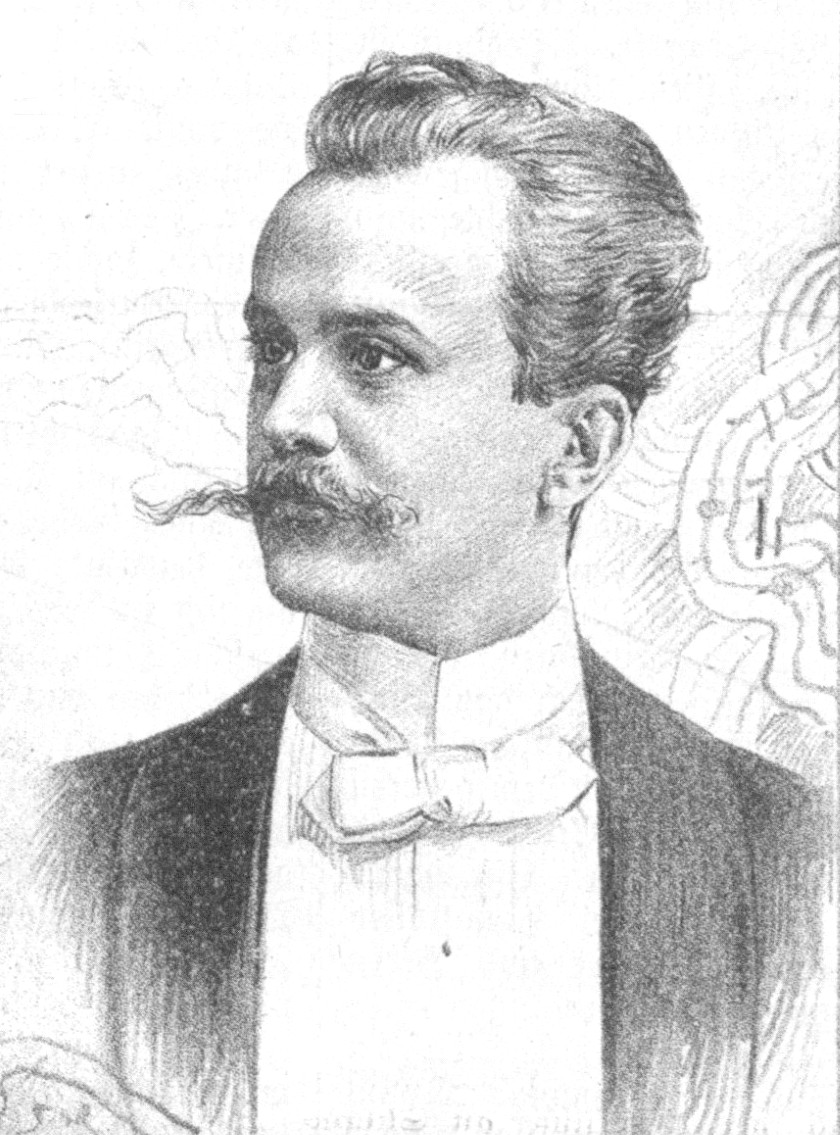
Otto Findeisen im Jahre 1901

Otto Karl Findeisen (* 23. Dezember 1862 in Brünn, Kronland Mähren, Kaisertum Österreich; † 25. Januar 1947 in Leipzig) war ein deutscher Dirigent sowie Komponist.

## Leben
Der gebürtige Brünner Otto Findeisen erhielt seine musikalische Ausbildung am  Wiener Konservatorium, dort wurde er insbesondere durch Anton Bruckner gefördert. Nachdem er 1882 seine berufliche Laufbahn als Kapellmeister in verschiedenen böhmischen Orten begonnen hatte, war er in der Folge am Wiener Carl-Theater, am Wilhelm-Theater in Magdeburg, am Regensburger Stadttheater, am Carl-Schultze-Theater in Hamburg sowie am Breslauer Stadttheater eingesetzt. Zusätzlich führten ihn Gastspielreisen durch Nordamerika und Russland. 1902 wurde Findeisen als Kapellmeister ans Leipziger Stadttheater verpflichtet. Otto Findeisen verstarb im Januar 1947 84-jährig in Leipzig.
Otto Findeisen, Komponist zahlreicher Operetten, feierte im Besonderen mit dem 1890 am Wilhelm-Theater in Magdeburg uraufgeführten Werk Der alte Dessauer einen großen Erfolg.

## Weitere Operettenwerke
- Hennings von Treffenfeld, uraufgeführt am Wilhelm-Theater in Magdeburg im Jahre 1891
- Kleopatra, uraufgeführt am Carl-Schultze-Theater in Hamburg im Jahre 1897
- Der Spottvogel, uraufgeführt am Tivoli-Theater in Bremen im Jahre 1898
- Der Sühneprinz, uraufgeführt am Leipziger Stadttheater im Jahre 1904
- ’s Poussierschlössel uraufgeführt am Leipziger Stadttheater im Jahre 1907
- Sonnenguckerl, uraufgeführt an der Volksoper in Wien im Jahre 1908
- Meister Pinkebank, uraufgeführt an der Volksoper in Wien im Jahre 1909
- Die goldene Gans, uraufgeführt am Leipziger Stadttheater im Jahre 1910
- Das tapfere Schneiderlein, uraufgeführt am Leipziger Stadttheater im Jahre 1911
- Jung Habenichts und das Silberprinzesschen, uraufgeführt am Centraltheater in Dresden im Jahre 1913